# Campionati del mondo UCI

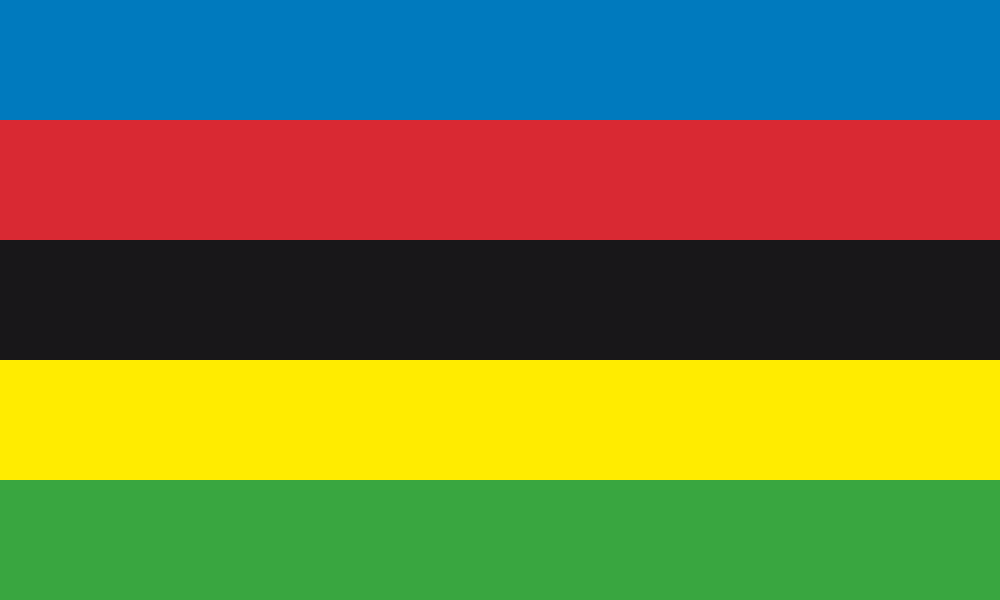
I colori simbolo del Campione del mondo

I campionati del mondo UCI (en. UCI World Championships) sono manifestazioni organizzate dall'Unione Ciclistica Internazionale per determinare i campioni del mondo nelle diverse specialità del ciclismo. Si svolgono ogni anno e sono aperti alle rappresentative nazionali delle Federazioni affiliate all'UCI.

## Descrizione
I vincitori dei campionati sono considerati Campioni del mondo di ciclismo, ricevono una medaglia d'oro ed ottengono il diritto di indossare la maglia iridata, per tutto il successivo anno, nelle gare della loro disciplina e specialità. Le prove all'interno delle manifestazioni sono organizzate per le massime categorie maschili e femminili (Open/Elite), e talora anche per le categorie giovanili (Juniors).
Le manifestazioni organizzate dalla UCI a livello Open/Elite nelle diverse discipline sono:
- Campionati del mondo di BMX (UCI BMX Racing World Championships)
- Campionati del mondo di ciclismo (UCI Cycling World Championships)[1]
- Campionati del mondo di ciclismo indoor (UCI Indoor Cycling World Championships)
- Campionati del mondo di ciclismo su pista (UCI Track Cycling World Championships)
- Campionati del mondo di ciclismo su strada (UCI Road World Championships)
- Campionati del mondo di ciclismo gravel (UCI Gravel World Championships)
- Campionati del mondo di ciclismo urbano (UCI Urban Cycling World Championships)
- Campionati del mondo di ciclocross (UCI Cyclo-cross World Championships)
- Campionati del mondo di Cycling Esports (UCI Cycling Esports World Championship)
- Campionati del mondo di mountain bike (UCI Mountain Bike World Championships)
- Campionati del mondo di mountain bike eliminator (UCI Mountain Bike Eliminator World Championships)
- Campionati del mondo di mountain bike marathon (UCI Mountain Bike Marathon World Championships)
- Campionati del mondo di paraciclismo su pista (UCI Para-cycling Track World Championships)
- Campionati del mondo di paraciclismo su strada (UCI Para-cycling Road World Championships)
- Campionati del mondo di pump track (UCI Pump Track World Championships)
- Campionati del mondo di trial (UCI Trials World Championships)